# Paivka, Huseatîn
Paivka (în ucraineană Паівка) este un sat în comuna Zelene din raionul Huseatîn, regiunea Ternopil, Ucraina.

## Demografie
Componența lingvistică a localității Paivka
     Ucraineană (99,8%)
     Alte limbi (0,2%)
Conform recensământului din 2001, majoritatea populației localității Paivka era vorbitoare de ucraineană (99,8%), existând în minoritate și vorbitori de alte limbi.